# 數碼21資訊科技策略

數碼21資訊科技策略標誌

數碼21資訊科技策略，簡稱數碼21，是香港特別行政區政府一個以資訊科技為題的發展計劃，以作為政府未來發展資訊及通訊科技的藍圖。「數碼21」中的「21」指為21世紀。
香港政府在1998年開始發表第一份「數碼21資訊科技策略」，當中申明政府對香港發展成尖端數碼城市的抱負。這份文件每3年作一次大型修訂，以符合社會的最新需要和市場的科技發展。
經過2001年和2004年的先後修訂，2007年的數碼21資訊科技策略諮詢公眾，此次的目標為「鞏固成果，善用機遇，加強建設香港為國際數碼城市」。
2004年，數碼21資訊科技策略新訂出8個主要範疇的工作：
1. 政府的領導
2. 持續的電子政府計劃
3. 基礎設施及營商環境
4. 制度檢討
5. 科技發展
6. 蓬勃發展的資訊科技業
7. 知識型經濟中的人力資源
8. 消除數碼隔膜

## 外部連結
- 數碼21官方網站 （页面存档备份，存于）
- 政府資訊科技總監辦公室-數碼21